# Blomsterur
Blomsterur, Linnés blomsterur är en samling växter vars blommor kan indikera dygnets timmar.
Carl von Linné hade lagt märke till att olika växtarters blommor öppnar och sluter sig vid artberoende klockslag på dygnet. Han lär ha studerat 43 olika arter för att komma fram till den bästa samlingen som skulle kunna fungera som ett ur. Han planterade en sådan samling i Uppsala, där han verkade som professor vid universitetet.
Repliker av blomsteruret finns på minst två platser:
- Parken vid Tom Tits experiment i Södertälje
- Vetenskapsparken Galilei, Vetenskapscentrumet Heureka i Vanda Finland.

## Hur mycket drar sig blomsteruren i förhållande till ortens normaltid?
Tiden då klockblomstren öppnar resp stänger sig styrs av den årstidberoende lokala solhöjden, som beror på ortens latitud, och sann soltid, som kan avvika från normaltiden. Blommorna bryr sig dessutom inte om den av människor påhittade förskjutning av lokal tid med 1 timme, som omställning till sommartid innebär. Linnés urval av klockarter gäller Uppsalas horisont (latitud 59°51′ N, longitud 17° 39′), där han hade sitt blomsterur.
Sveriges normaltid är relaterad till longitud 15° E (ungefär vid Örebro), vilket innebär att sann soltid i Uppsala ligger cirka 11 minuter före svensk normaltid. 
Södertälje, där Tom Tits blomsterur finns, har latitud 59° 11′ N, longitud 17° 38′ E, d.v.s. mycket nära Uppsalas longitud, vilket innebär att sann soltid i Södertälje också är cirka 11  minuter före svensk normaltid.
Vanda, där det finska blomsteruret finns, har latitud 60° 18′  N, longitud 24° 57′ E. Finlands normaltid är relaterad till longitud 30° E, som man ska utgå från vid beräkningen av Vandas sanna soltid i förhållande till Finlands normaltid. Detta innebär att Vandas sanna soltid ligger ca 20 minuter efter Finlands normaltid.

## Lista över "klockarter"
Karin Martinsson och andra källor anger följande arter som tänkbara indikatorer för "blomstertid":
| Klockslag då blomman | Klockslag då blomman | Art | Art                         |
| öppnar sig           | sluter sig           | Art | Art                         |
| -------------------- | -------------------- | --- | --------------------------- |
| 03 à 05              | 09 à 10              | Ängshaverrot Tragopogon arvensis På engelska Jack-go-to-bed-at-noon (Jack, gå och lägg dig vid middagstid) | Blomningstid juni…juli      |
| 05 à 06              | 08 à 10              | Maskros Taraxacum officinalis                                                                              |                             |
| 06 Blommar juni–juli |                      | Slåttergubbe Arnica montana                                                                                |                             |
|                      |                      | Blåvinda Convolvulus tricolor                                                                              | Blomningstid juli…augusti   |
| 06 à 07              | 11 à 12              | Åkermolke Sanchus arvensis                                                                                 | Blomningstid juli…september |
| 06 à 07              | 15 à 16              | Gråfibbla Piloselia officinarum                                                                            | Blomningstid juni…augusti   |
|                      |                      | Ringblomma Calendula officinalis                                                                           | Blomningstid juli…september |
|                      |                      | Stor doroteablomma Dorotheantus belldiformis                                                               |                             |
|                      |                      | Underblomma Mirabilis jalapa På engelska Four o'clock plant, "Klockan 4-blomma"                            | Blomningstid juli…oktober   |
|                      |                      | Blomman för dagen Ipomea tricolor                                                                          |                             |

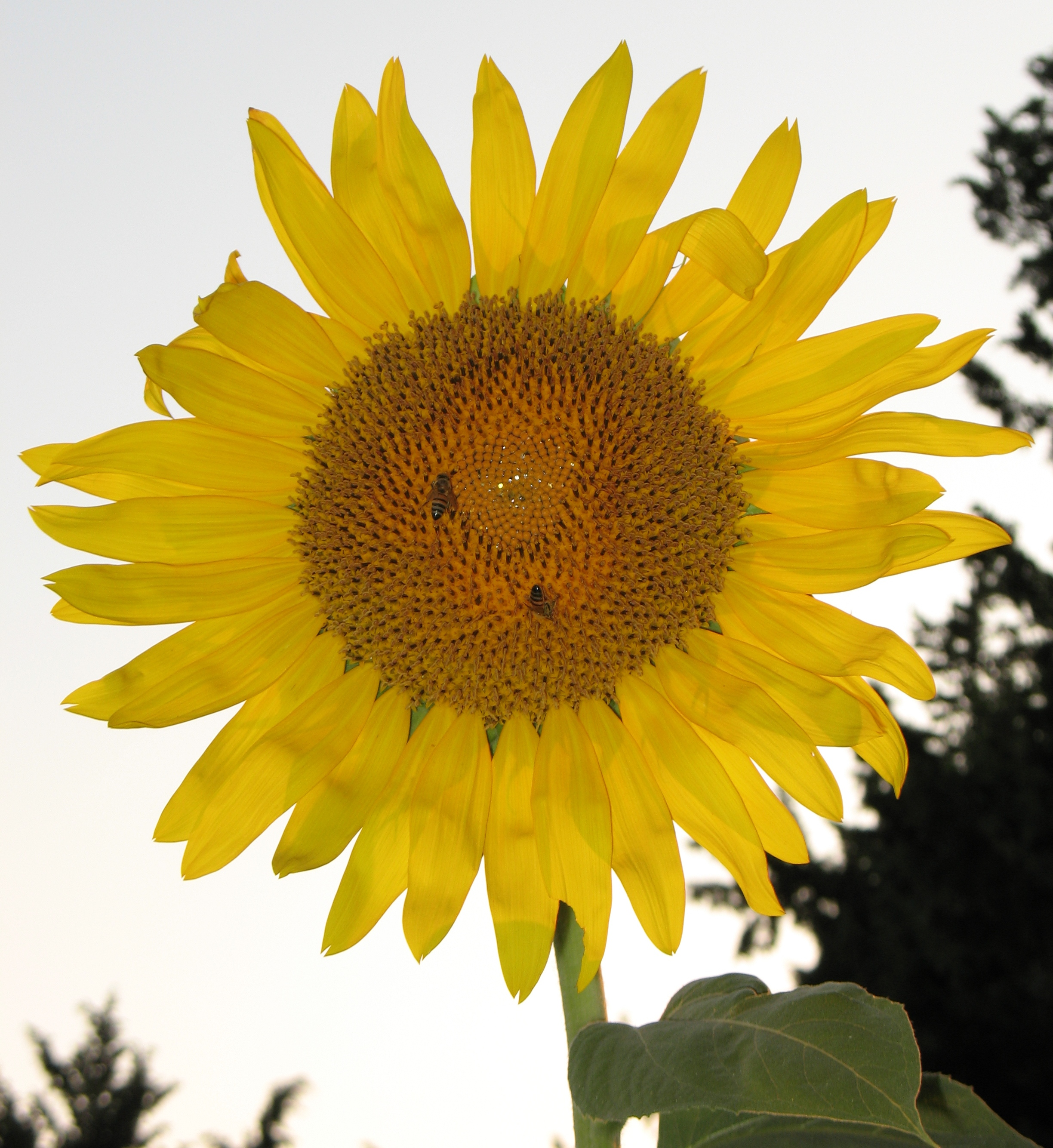
Solros

Solros (Helianthus anuus) har öppen blomma så länge det är ljust, men vänder sig hela tiden mot solen (kallas på franska också Tournesol, solvända) och kan därför användas som ett slags timvisare i ett blomsterur.